# サイムミン・ヤチモフ
サイムミン・ヤチモフ （1955年7月23日 - ）は、タジキスタンの官僚、外交官。タジキスタン国家保安委員会議長。

## 経歴
ハトロン州出身。タジク人。1976年、タジク語・文学専攻でクリャーブ国立教育大学を卒業。
- 1976年～1977年：ハトロン州ファルホル地区第15及び第10中学校のタジク語・文学教師
- 1977年～1979年：ソ連軍に召集され、リトアニアのカウナスに勤務
- 1979年～1980年：ハトロン州ファルホル地区第10中学校のタジク語・文学教師
- 1980年～1992年：ハトロン州ファルホル地区執行委員会の課主任
- 1992年～1996年：ハトロン州フクマートの課主任
- 1996年～1997年：外務省特別委任大使
- 1997年～2000年：駐イラン大使館参事官・公使
- 2000年～2005年：保安次官
- 2003年：法学専攻でタジク国立大学卒業
- 2005年～2007年5月2日：外務第一次官

2007年5月2日～2010年、駐ベルギー特別全権大使兼EC附属タジキスタン共和国代表部長。
2010年、国家保安委員会副議長。同年9月2日、国家保安委員会議長。

## パーソナル
妻帯、5児を有する。
政治科学博士。英語とペルシャ語を話す。